# Monastère de Beočin
Le monastère de Beočin (en serbe cyrillique : Манастир Беочин ; en serbe latin Manastir Beočin) est un monastère orthodoxe serbe situé en Serbie dans la province autonome de Voïvodine, près de la ville de Beočin. Il est un des 16 monastères de la Fruška gora, dans la région de Syrmie. Il dépend de l'éparchie de Syrmie et est inscrit sur la liste des monuments d'importance exceptionnelle de la république de Serbie (identifiant no SK 1018).
L'église du monastère est dédiée à la Résurrection.

## Localisation
Le monastère de Beocin se trouve sur le versant nord de Fruška gora, près de la route qui conduit à Beočin.

## Histoire

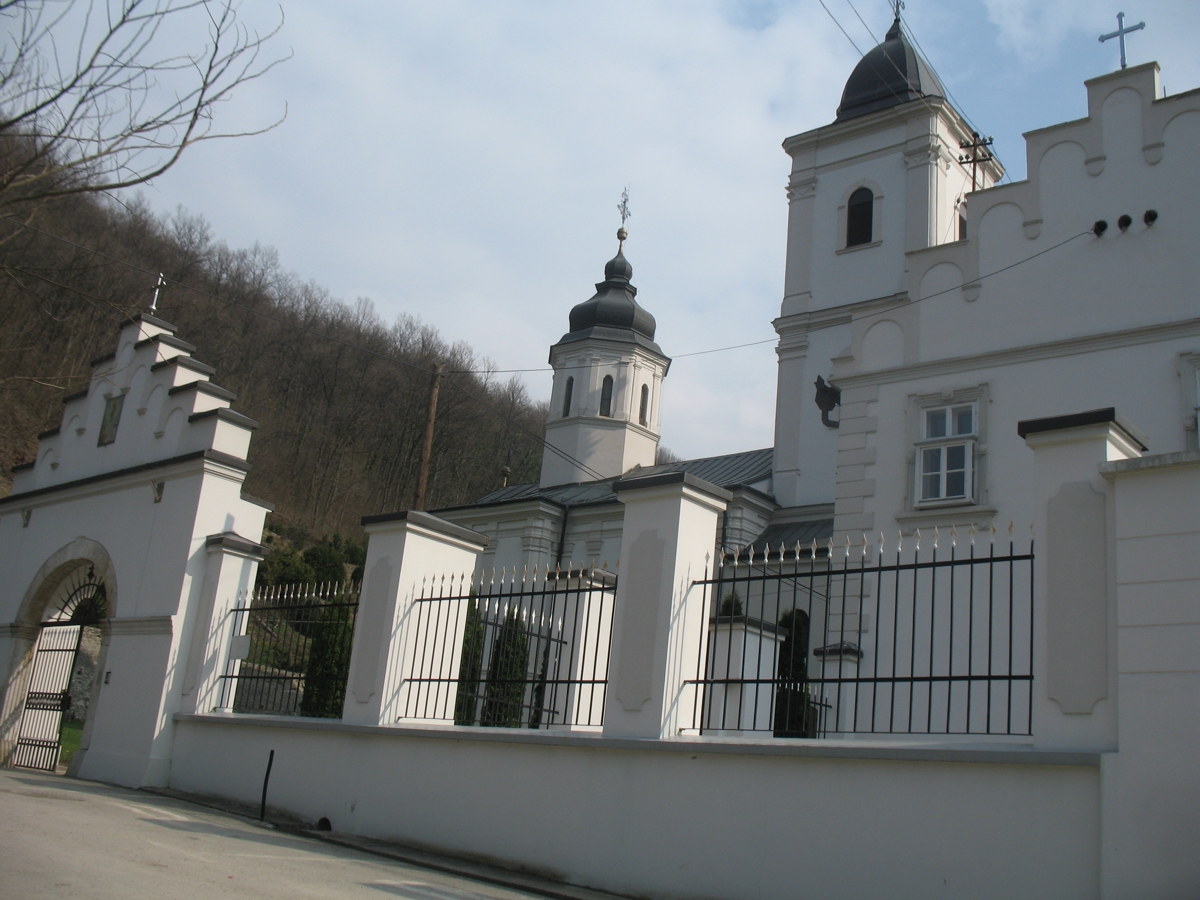
Autre vue du monastère.

La date de fondation du monastère de Beočin est inconnue. Il est mentionné pour la première fois dans des documents turcs en 1566-1567.
Au cours des guerres austro-turques, le monastère fut détruit et abandonné. Après la grande migration serbe de 1690 conduite par Arsenije III Čarnojević, le monastère fut refondé par des moines venus du monastère de Rača (1697-1699). Ils y construisirent une église église provisoire en 1708.
L'église définitive fut édifiée entre 1732 et 1740 et ornée d'un clocher en 1762 ; les bâtiments des moines furent construits autour de l'église entre 1728 et 1771. Le complexe monastique fut complètement rénové en 1893 et remanié en 1921. 
L'iconostase de l'église fut peinte par Dimitrije Bačević, Janko Halkozović et Teodor Kračun, dans les années 1757-1768. Une nouvelle chapelle fut érigée en 1905 sur des plans de l'architecte Vladimir Nikolić.
Pendant la Seconde Guerre mondiale, le monastère fut endommagé puis restauré après la guerre.